# RAD51B
RAD51B (англ. RAD51 paralog B) — білок, який кодується однойменним геном, розташованим у людей на короткому плечі 14-ї хромосоми. Довжина поліпептидного ланцюга білка становить 384 амінокислот, а молекулярна маса — 42 196.
Кодований геном білок за функцією належить до фосфопротеїнів.
Задіяний у таких біологічних процесах, як пошкодження ДНК, репарація ДНК, рекомбінація ДНК, альтернативний сплайсинг.
Білок має сайт для зв'язування з АТФ, нуклеотидами, ДНК.
Локалізований у ядрі.